# أندرياس هولم
أندرياس هولم (بالنرويجية البوكمول: Andreas Holm)‏ هو سياسي نرويجي، ولد في 29 مايو 1906، وتوفي في 13 يناير 2003. حزبياً، نشط في حزب الوسط. وقد انتخب county mayor of Aust-Agder ‏ (1964 – 1971) وانتخب نائب عضو برلمان النرويج ‏.